# Comté de Wheatland (Alberta)
Pour les articles homonymes, voir Wheatland.
Le comté de Wheatland (anglais : Wheatland County) est un district municipal de 8,285 habitants en 2011, situé dans la province d'Alberta, au Canada.

## Communautés et localités
Bourgs
- Strathmore

Villages
- Hussar
- Rockyford
- Standard

Hameaux
- Carseland
- Chancellor
- Cheadle
- Cluny
- Gleichen
- Lyalta
- Namaka
- Nightingale
- Rosebud

Localités
- Ardenode
- Baintree
- Caruso
- Crowfoot
- Dalum
- Dunshalt
- Eagle Lake
- Gayford
- Grierson
- Grieseach
- Hamlet
- Hawick
- Makepeace
- Phidias
- Redland
- Rosebud Creek
- Stobart
- Strangmuir
- Towers
- Tudor

## Démographie
| 2001  | 2006  | 2011  | 2016  |
| ----- | ----- | ----- | ----- |
| 7 889 | 8 164 | 8 285 | 8 788 |